# Морозов, Никита Фёдорович
Никита Фёдорович Морозов (28 июля 1932, Ленинград — 25 июля 2024) — советский и российский математик, механик, академик РАН (2000), доктор физико-математических наук. Заведующий кафедрой теории упругости математико-механического факультета СПбГУ. Лауреат Государственной премии РФ в области науки и техники.

## Детство
Житель блокадного Ленинграда, за активную работу в пожарных дружинах города награждён медалью «За оборону Ленинграда» (1943).

## Биография

### Образование
- ЛГУ, Математико-механический факультет (1949—1954);
- Аспирантура ЛГУ, математико-механический факультет (1954—1957).

### Академические звания и должности
- Кандидат физико-математических наук с 1958 года, диссертация «Нелинейные задачи теории тонких пластин»;
- Доктор физико-математических наук с 1967 года, диссертация «Нелинейные задачи теории тонких пластин и оболочек»;
- Профессор
- Член-корреспондент РАН с 31 марта 1994 года — Отделение проблем машиностроения, механики и процессов управления (механика);
- Академик РАН с 26 мая 2000 года.
- Председатель Научного совета РАН по механике деформируемого твердого тела, заместитель председателя Российского национального комитета по теоретической и прикладной механике.

### Работа
- В 1958 году начал работать в ЦНИИ им. Крылова
- 1958—1971 годы: Ленинградский технологический институт целлюлозно-бумажной промышленности; доцент, профессор, зав. кафедрой математики.
- С 1971 года: СПбГУ; профессор, зав. кафедрой теории упругости.
- С 1988 года: ИПМаш РАН; ведущий научный сотрудник.

В 2015 году удостоен благодарности Президента Российской Федерации.
В марте 2022 года подписал обращение сотрудников СПбГУ в поддержку российского вторжения в Украину.
Умер 25 июля 2024 года в возрасте 91 года. Похоронен на Зеленогорском кладбище в Санкт-Петербурге.

## Книги
1. Избранные вопросы двумерной теории упругости / Н. Ф. Морозов. Л.: Изд-во Ленингр. ун-та, 1978.
2. Математические вопросы теории трещин / Н. Ф. Морозов. M.: Наука, 1984.
3. Integral Equations of the Elasticity Theory / S.G. Mikhlin, N.F. Morozov, M.V. Paukshto. Teubner Publichaus, 1995.
4. Дискретные и гибридные модели механики разрушения / Н. Ф. Морозов, М. В. Паукшто. Изд-во СПбГУ, 1995.
5. Проблемы динамики разрушения твердых тел / Н. Ф. Морозов, Ю. В. Петров. СПб.: Изд-во СПбГУ, 1997.
6. Dynamics of Fracture / N. Morozov, Y. Petrov. Springer-Verlag, Berlin-Heidelberg-New York, 2000.

Публикации на иностранных языках
Selected Papers Available in English
1. V.G.Maz’ja, N.F.Morozov, S.A.Nazarov. On the Elastic Strain Energy. Linkoping University. S-581-83 Sweden. 1990.
2. N.F.Morozov, M.V.Paukshto. On the Crack Simulation and Solution in the Lattice ASME Journal of Applied Mechanics.- 1991.- Vol.58.- P.290-292.
3. Y.V.Petrov, N.F.Morozov. On the Modeling of Fracture of Brittle Solids ASME Journal of Applied Mechanics.- 1994.- Vol.61.- P.710-712.
4. N.F.Morozov, V.G.Osmolovskii. The Formulation and Existence Theorem for a Variational Problem on Phase Transitions in Continous Medium Mechanics J. Appl. Maths. Mechs.- 1994.- Vol.58.- P.889-896.
5. N.F.Morozov, V.G.Osmolovsky. Equation of Oscillation of an Elastic Body, Admitting a Two-Phase State Izv.RAN, Mekhanika Tverdogo Tela.- 1994.- Vol.29, No.1. — P.38-41.
6. N.F.Morozov, Y.V.Petrov, B.N.Semenov. Fracture Caused By Collision of Brittle Solids Proc. of the Intern. Conf. on Advances in Mechanical Engineering (ICAME, December 20- 22, 1995, Bangalore, India). — 1995.
7. N.F.Morozov, Y.V.Petrov On the Macroscopic Parameters of Brittle Fracture Arch. of Mech. Int. J.- 1996.- V.48, No.5. — P.825-833.
8. N.F. Morozov, Y.V. Petrov The Solid Particle Impact Erosion of Brittle Solids In ECF11 — Mechanisms and Mechanics of Damage and Failure. V.1 (Ed. J.Petit). Proc. of the 11th Europ. Conf. on Fracture. France. Futuroscope.- EMAS Ltd.- 1996.- P.663-668.
9. N.F. Morozov, Y.V. Petrov. The Problems of High Rate Loading: The New Criterion of Fracture, The Erosion, The Asymmetric Impact Loading IUTAM Constitutive Relation in High/Very High Strain Rates (K.Kawata, J.Shioiri eds.).- Springer Verlag, Tokyo.- 1996.- P.225-232.
10. N.F.Morozov, Y.V.Petrov Some Dynamic Problems of Structural Fracture Mechanics Advances in Fracture Research. Vol.6. High Strain Rate Fracture and Impact Mechanics (B.L.Karihaloo et. al. eds.). New-York, Pergamon Press.- 1997.- P.2845-2852.
11. N.F.Morozov, M.V.Paukshto, N.V.Ponikarov. On the Problem of Equilibrium Length of Bridged Crack ASME Journal of Applied Mechanics.- 1997.- Vol.64.- P.427-430.